# Équipe cycliste Bahrain Cycling Academy
L'équipe cycliste Bahrain Cycling Academy est une équipe cycliste bahreïnie active entre 2017 et 2023. Durant son existence, elle court avec le statut d'équipe continentale à l'exception de la saison 2023.
L'objectif de l'équipe était de soutenir la prochaine génération de cyclistes bahreïnis, afin de les faire progresser jusqu'au plus haut niveau.

## Principales victoires

### Championnats nationaux
- Championnats de Tunisie sur route : 3
  - Course en ligne : 2018 (Ali Nouisri)
  - Contre-la-montre : 2018 et 2019 (Ali Nouisri)

## Classements UCI
L'équipe participe aux épreuves des circuits continentaux et en particulier de l'UCI Asia Tour. Les tableaux ci-dessous présentent les classements de l'équipe sur les différents circuits, ainsi que son meilleur coureur au classement individuel.
UCI Africa Tour
| UCI Africa Tour | UCI Africa Tour        | UCI Africa Tour                           | UCI Africa Tour |
| Année           | Classement par équipes | Meilleur coureur au classement individuel |                 |
| --------------- | ---------------------- | ----------------------------------------- | --------------- |
| 2017            | 4e                     | Soufiane Sahbaoui (11e)                   |                 |
| 2018            | 5e                     | Ali Nouisri (7e)                          |                 |
| 2019            | -                      | Azzedine Lagab (6e)                       |                 |
| 2021            | -                      | Anass Aït El Abdia (127e)                 |                 |
|                 |                        |                                           |                 |
| Source : UCI    |                        |                                           |                 |

UCI Asia Tour
| UCI Asia Tour | UCI Asia Tour          | UCI Asia Tour                             | UCI Asia Tour |
| Année         | Classement par équipes | Meilleur coureur au classement individuel |               |
| ------------- | ---------------------- | ----------------------------------------- | ------------- |
| 2017          | 81e                    | Sayed Ahmed Alawi (386e)                  |               |
| 2018          | 80e                    | Gabriel Reguero (213e)                    |               |
| 2019          | 8e                     | Ahmad Wais (225e)                         |               |
| 2020          | 11e                    | -                                         |               |
| 2021          | 28e                    | -                                         |               |
| 2022          | 17e                    | Ahmed Naser (82e)                         |               |
|               |                        |                                           |               |
| Source : UCI  |                        |                                           |               |

UCI Europe Tour
| UCI Europe Tour | UCI Europe Tour        | UCI Europe Tour                           | UCI Europe Tour |
| Année           | Classement par équipes | Meilleur coureur au classement individuel |                 |
| --------------- | ---------------------- | ----------------------------------------- | --------------- |
| 2018            | 140e                   | Gabriel Reguero (1814e)                   |                 |
| 2019            | -                      | Elchin Asadov (172e)                      |                 |
| 2020            | -                      | Gabriel Reguero (625e)                    |                 |
| 2021            | -                      | Eusebio Pascual (1561e)                   |                 |
| 2022            | -                      | Eusebio Pascual (841e)                    |                 |
|                 |                        |                                           |                 |
| Source : UCI    |                        |                                           |                 |

L'équipe est également classée au Classement mondial UCI qui prend en compte toutes les épreuves UCI et concerne toutes les équipes UCI.
| Classement mondial | Classement mondial     | Classement mondial                        | Classement mondial |
| Année              | Classement par équipes | Meilleur coureur au classement individuel |                    |
| ------------------ | ---------------------- | ----------------------------------------- | ------------------ |
| 2017               | -                      | Soufiane Sahbaoui (530e)                  |                    |
| 2018               | -                      | Ali Nouisri (401e)                        |                    |
| 2019               | 80e                    | Elchin Asadov (206e)                      |                    |
| 2020               | 117e                   | Gabriel Reguero (783e)                    |                    |
| 2021               | 173e                   | Anass Aït El Abdia (2339e)                |                    |
| 2022               | 131e                   | Eusebio Pascual (1202e)                   |                    |
|                    |                        |                                           |                    |
| Source : UCI       |                        |                                           |                    |

## Bahrain Cycling Academy en 2022
| Cycliste            | Date de naissance | Nationalité | Équipe 2021             |  |
| ------------------- | ----------------- | ----------- | ----------------------- |  |
| Sayed Ahmed Alawi   | 30 décembre 1987  | Bahreïn     | Bahrain Cycling Academy |  |
| Javier Gil          | 16 septembre 1996 | Espagne     | Bahrain Cycling Academy |  |
| Abdulla Habib       | 12 octobre 1994   | Bahreïn     | Bahrain Cycling Academy |  |
| Jonas Hjorth        | 20 mai 1993       | Norvège     | Bahrain Cycling Academy |  |
| Jasim Husain        | 18 avril 2002     | Bahreïn     |                         |  |
| Mansoor Jawad       | 17 septembre 1987 | Bahreïn     | Bahrain Cycling Academy |  |
| Yahiaaldien Khalefa | 1er janvier 1995  | Bahreïn     | Bahrain Cycling Academy |  |
| Husain Mohamed      | 18 décembre 1995  | Bahreïn     |                         |  |
| Ahmed Naser         | 14 novembre 2000  | Bahreïn     | Bahrain Cycling Academy |  |
| Eusebio Pascual     | 18 mai 1995       | Espagne     | Bahrain Cycling Academy |  |
| Ali Saleh           | 3 novembre 1987   | Bahreïn     | Bahrain Cycling Academy |  |
| Wout van Elzakker   | 14 novembre 1998  | Pays-Bas    | Vini Zabù               |  |